# Rodolfo del Hoyo Alfaro
Rodolfo del Hoyo Alfaro (Barcelona, 20 d'octubre de 1953) és un escriptor català.
Tot i que nasqué a Barcelona, sempre ha viscut a Santa Coloma de Gramenet, ciutat que ha inspirat profundament la seva obra literària. Ha publicat llibres de poesia, de narrativa i de literatura infantil i juvenil. Té estudis de Dret i d'Art Dramàtic. Des del 1990 treballa com a gestor cultural a l'Ajuntament de Santa Coloma de Gramenet. En aquesta ciutat es va implicar des de molt jove en el moviment associatiu veïnal tot participant durant el franquisme en les comissions de barri i posteriorment en les associacions de veïns. Ha estat també redactor de diversos mitjans locals, especialment de la revista Grama, que va tenir un paper essencial en la lluita per la democràcia i a favor de les reivindicacions populars durant la transició, i també de la revista Poble. Destaca, però, la seva participació en el teixit cultural. En 1987 funda el Centre d'Iniciatives Artístiques i Culturals, entitat de vida breu, però que va ajudar a renovar profundament col·lectius com el Cine Club Imatges i el Grup de Teatre Lauta, i que durant dos anys va mantenir una xarxa d'exposicions d'arts visuals. En 1996 va fundar l'Associació Colomenca de Literatura. És soci actiu d'Òmnium Cultural i també és soci de l'Associació d'Escriptors en Llengua Catalana. Dedica una intensa activitat al foment de la lectura. L'any 2012 va rebre el Premi Recvll de narració "Joaquim Ruyra" pel conjunt de relats Llegir al metro.
L'any 2020 va rebre una de les Beques per a la creació literària de la Institució de les Lletres Catalanes pel projecte Només vull ser jo mateix.

## Obres

### Literatura infantil
- El secret del planeta Moix. Barcelona, Barcanova, 2000
- La banda dels catòdics enfurismats. Barcelona, Cadí, 2004
- La colla del fantasma Barruf. Barcelona, Barcanova, 2004
- La vaqueta Queta. Barcelona, Cadí, 2004
- Elisa (Adaptació literària d'un text de Lipmann, Matthew). Vic, Eumo Editorial, Universitat de Girona / Grup IREF, 2004 i 2015
- El talismà de l'Ariadna. Barcelona, Barcanova, 2005
- La font del cedre. Barcelona, Baula, 2005
- De tot cor (amb altres autors i autores). Barcelona, Barcanova, 2007
- El capità Barruf i els caçafantasmes. Barcelona, Barcanova, 2009
- El somriure de la Natàlia. Barcelona, Animallibres, 2011
- Quin niu més bonic! Barcelona, Barcanova, 2013
- El bosc dels somnis perduts. Barcelona, Animallibres, 2015
- La Lea i el cargol. Barcelona, Baula, 2016
- La descoberta de l'Aristòtil Mas. (Adaptació literària d'un text de Lipmann, Matthew) Vic: Eumo Editorial / Grup IREF, 2017.
- El sembrador d'estrelles. Barcelona, Mosaics llibres, 2017
- La noia de la foto. Barcelona, Fiction Express, 2020.
- Contes de Can Mulà (amb altres autors i autores). Barcelona, Bon Pla Edicions, 2024

### Poesia infantil
- Tresors rere les portes. (Poesia per a primers lectors) Barcelona, Bindi Books, 2024

### Narrativa breu
- Els amors furtius. Lleida, Pagès editors, 2000
- Salou 6 pre-textos VII (amb altres autors). Barcelona, Salou, Meteora, Ajuntament de Salou, 2011
- Llegir al metro. Lleida, Pagès editors, 2013
- L'estora. Barcelona, Editorial Comte d'Aure, 2023

### Novel·la
- Un pingüí damunt del televisor. Barcelona, Alfaguara - Grup Promotor, 2010
- La darrera carta de Manuel Morón. Barcelona, Viena Edicions, 2019
- Només vull ser jo mateix. Barcelona, Animallibres, 2021

### Poesia
- De miradas imprecisas. Barcelona, Seuba, 1994 (en castellà)
- Asuntos Interiores. Madrid, Huerga & Fierro, 1995 (en castellà)
- Els dits de l'intèrpret. Santa Coloma de Gramenet, L'Esguard, 2003
- El caminant a la deriva. Barcelona, Comte d'Aure, 2007
- Reconstruccions. Badalona, Pont del Petroli, 2017
- Pel camí dels àlbers. Amb fotografies de Miriam G Troncho. Badalona, Pont del Petroli, 2021
- Retaule poètic del Monestir de Sant Daniel. Amb fotografies de Resti Martínez. Badalona, Pont del Petroli, 2022.
- L'intèrpret i el caminant. Barcelona, Tèmenos, 2023.
- L'instant i la paraula. Amb fotografies de Salvador Monroig. Badalona, Pont del Petroli, 2025.

### Obra traduïda
- Il viandante alla deriva / El caminant a la deriva. Venafro (Itàlia), Edizioni Eva, 2014. Edició bilingüe català / italià. Traducció a l'italià de Carlos Vitale i Amerigo Iannacone.
- Arca, revistă de literatură, eseu, arte vizuale, muzică, núm. 7-8-9. Arad (Romania), 2013. (Selecció de poemes d'Asuntos Interiores traduïts al romanès per Mircea Opriță)
- Serile cu poezie și prieteni [Nits amb poesia i amics] (antologia col·lectiva). Cluj (Romania), Editorial Limes, 2015. (Selecció de poemes d'Asuntos Interiores traduïts al romanès per Mircea Opriță)
- Poemes. Erevan (Armènia), Areal, 2018. (Edició i traducció de poemes de l'autor a l'armeni a càrrec de Hakob Simonyan)

## Premis
- Premi Recvull de Narració "Joaquim Ruyra" 2012 per Llegir al metro